# جيمس قاي (سياسي)
جيمس قاي (بالإنجليزية: James Guy)‏ هو سياسي بريطاني (وحمل سابقاً جنسية المملكة المتحدة لبريطانيا العظمى وأيرلندا)، ولد في 12 يونيو 1894، وتوفي في 10 مارس 1972. في الانتخابات العامة في المملكة المتحدة 1931 ‏، انتخب عضو برلمان المملكة المتحدة الـ36 عن دائرة إدنبرة الوسطى ‏ (27 أكتوبر 1931 – 25 أكتوبر 1935) وفي الانتخابات العامة في المملكة المتحدة 1935 ‏، انتخب عضو برلمان المملكة المتحدة الـ37 عن دائرة إدنبرة الوسطى ‏ (14 نوفمبر 1935 – 24 نوفمبر 1941).